# Jolanta Bartczak
Jolanta Bartczak (* 20. März 1964 in Ozorków) ist eine ehemalige polnische Leichtathletin, die sich auf den Weitsprung spezialisiert hat und auch im Sprint an den Start ging. Ihre Tochter Pia Skrzyszowska ist ebenfalls als Leichtathletin aktiv.

## Sportliche Laufbahn
Erste internationale Erfahrungen sammelte Jolanta Bartczak im Jahr 1988, als sie bei den Halleneuropameisterschaften in Budapest mit einer Weite von 6,62 m die Bronzemedaille hinter der Ostdeutschen Heike Drechsler und Galina Tschistjakowa aus der Sowjetunion gewann. Im September nahm sie an den Olympischen Sommerspielen in Seoul teil und schied dort mit 6,30 m in der Qualifikationsrunde aus. 1990 belegte sie dann bei den Halleneuropameisterschaften in Glasgow mit 6,45 m den siebten Platz und 1999 beendete sie ihre aktive sportliche Karriere im Alter von 35 Jahren.
1986 wurde Bartczak polnische Meisterin in der 4-mal-100-Meter-Staffel. Zudem wurde sie 1988 und 1990 Hallenmeisterin im Weitsprung sowie 1990 auch im 60-Meter-Lauf.

## Persönliche Bestzeiten
- 100 Meter: 11,76 s, 11. Mai 1988
- 200 Meter: 23,84 s, 2. Juli 1988
- Weitsprung: 6,90 m (+1,7 m/s), 9. Juni 1988 in Bratislava